# 배리 펄

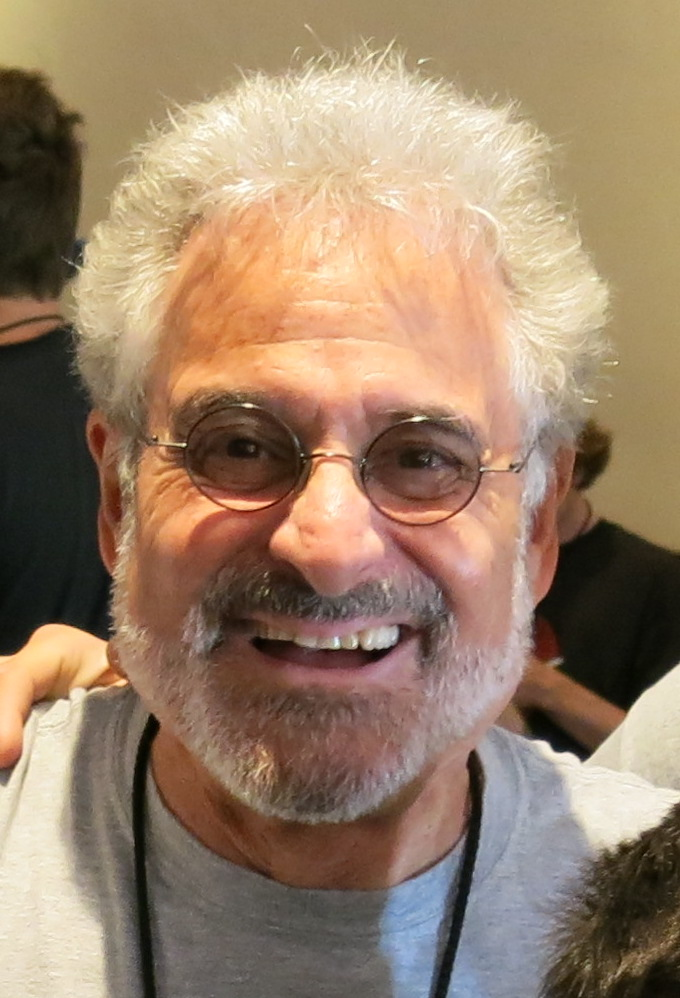

배리 펄(Barry Pearl, 1950년 3월 29일 ~ )은 미국의 배우, 텔레비전 배우, 영화배우, 영화 프로듀서이다.
랭커스터에서 태어났다.

## 영화
- 더 뉴이스트 플렛지 (2012년)
- 화성인 마틴 (1999년)
- 어둠 속의 밀애 (1994년)
- 기계 인간 (1986년)
- 엔젤 2 (1985년)
- 몬스터 가족 (1981년)
- 그리스 (1978년) - T-Birds - 두디 역